# Antonio Peyró Mezquita
Antonio Peyró Mezquita (Onda, 1882-Valencia, 1954) fue un ceramista español.

## Biografía
Nacido en la localidad castellonense de Onda el 17 de junio de 1882. Distanciado en cierta medida de las vanguardias de la primera mitad del siglo XX, cultivó una cerámica detallista, en lo que ha venido a ser caracterizado como un realismo costumbrista. Peyró, que ha llegado a ser mencionado como «el "Sorolla" de la cerámica», falleció en Valencia en 1954, el día 10 de junio.